# Carlos Ruiz Zafón
Carlos Ruiz Zafón (Barcelona, 25 de setembre de 1964 - Los Angeles, 19 de juny de 2020) va ser un escriptor català que escrivia en castellà. Va viure a la ciutat californiana de Los Angeles des de 1993, on es va dedicar uns anys a escriure guions de cinema al mateix temps que desenvolupava la seva carrera com a novel·lista.
La seva primera novel·la per a adults, L'ombra del vent, va ser un gran èxit de vendes, aclamada com una de les grans revelacions literàries dels últims temps. Es va traduir al català i a més de 50 idiomes; se'n van vendre setze milions d'exemplars a tot el món i va obtenir nombrosos premis internacionals.
La literatura de Carlos Ruiz Zafón es caracteritza per un estil molt elaborat amb gran influència de la narrativa audiovisual, una estètica gòtica i expressionista i la combinació de molts elements narratius en un registre tècnicament perfecte. Aquesta tècnica impecable i un extraordinari domini del llenguatge i de l'estructura narrativa li permet combinar elements dispars, des de la tradicional novel·la del segle xix a una ocupació impactant d'imatges i teixidures de gran força sensorial. Ruiz Zafón va ser així mateix un gran creador de personatges, la qual cosa es va unir al seu expert domini de la tensió i la construcció narratives li va permetre articular trames d'extraordinària complexitat amb una simplicitat i facilitat enganyoses.
Carlos Ruiz Zafón va ser també pianista i compositor. Va morir el 19 de juny de 2020 a Los Angeles, Califòrnia, als 55 anys, a causa d'un càncer de còlon que patia des del 2018.